# Aherkogel
Der Aherkogel ist ein 2803 Meter hoher Berg des vorderen Kaunergrats, eines Gebirgszuges der Ötztaler Alpen. Von ihm aus zweigen zwei Nebenkämme vom Hauptkamm ab, die gegen das Pitztal herabziehen. Auf dem nördlichen Kamm liegt der  Kitzmörder (2435 m), im Nordostkamm der Stallkogel (2605 m). Der Nordgrat des Aherkogels fällt in einem auffälligen Gratabbruch zum Kitzmörder hin ab. 

## Besteigung
Laut Literatur führt der Normalweg auf den Berg vom nordwestlich gelegenen Krummen See (2584 m) aus leicht über den Grat auf den Gipfel. Stützpunkt für eine Besteigung ist das etwa drei Kilometer nordöstlich gelegene Dorf Hairlach, ein Ortsteil der Gemeinde St. Leonhard im Pitztal. Von dort führt der Weg in zunächst in westlicher, dann südlicher Richtung über die Mauchelealpe hinauf zum Brechsee (2145 m) und weiter zum Krummen See. 

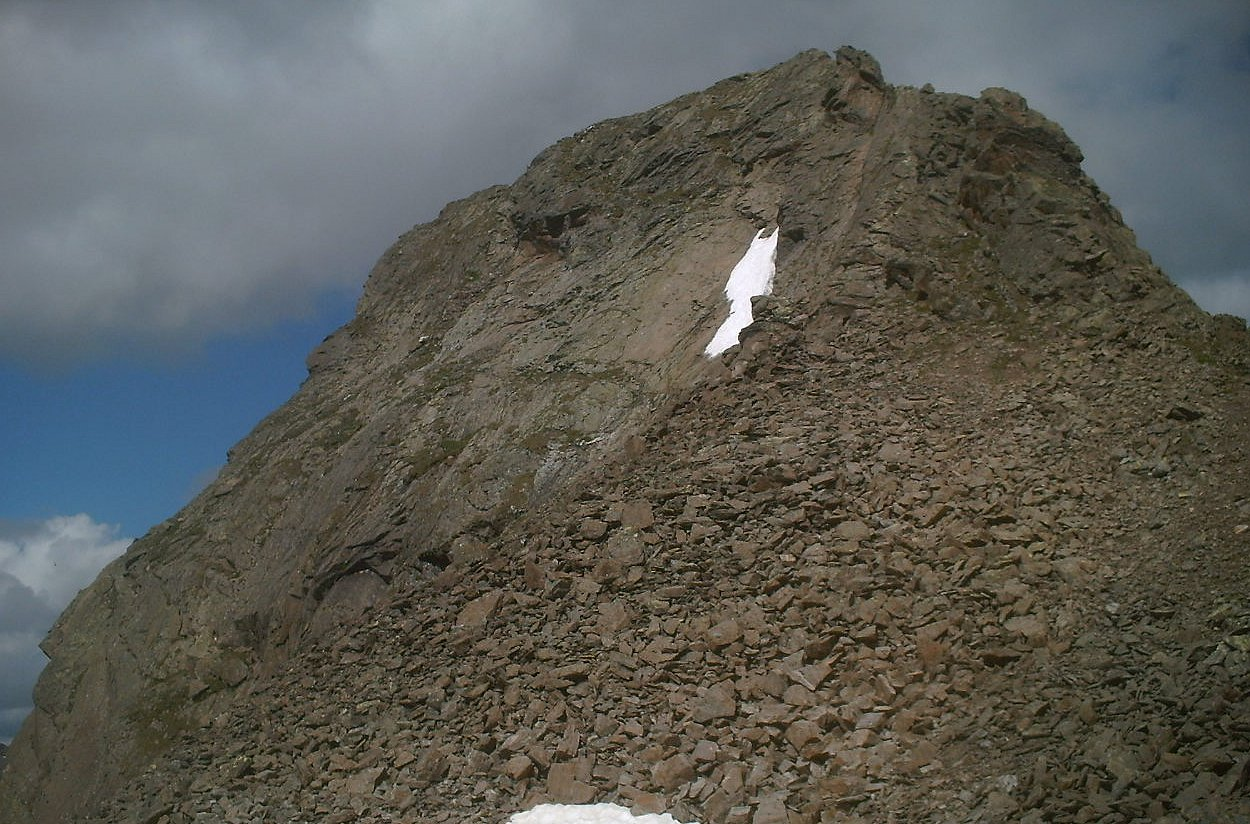
Westflanke des Aherkogels
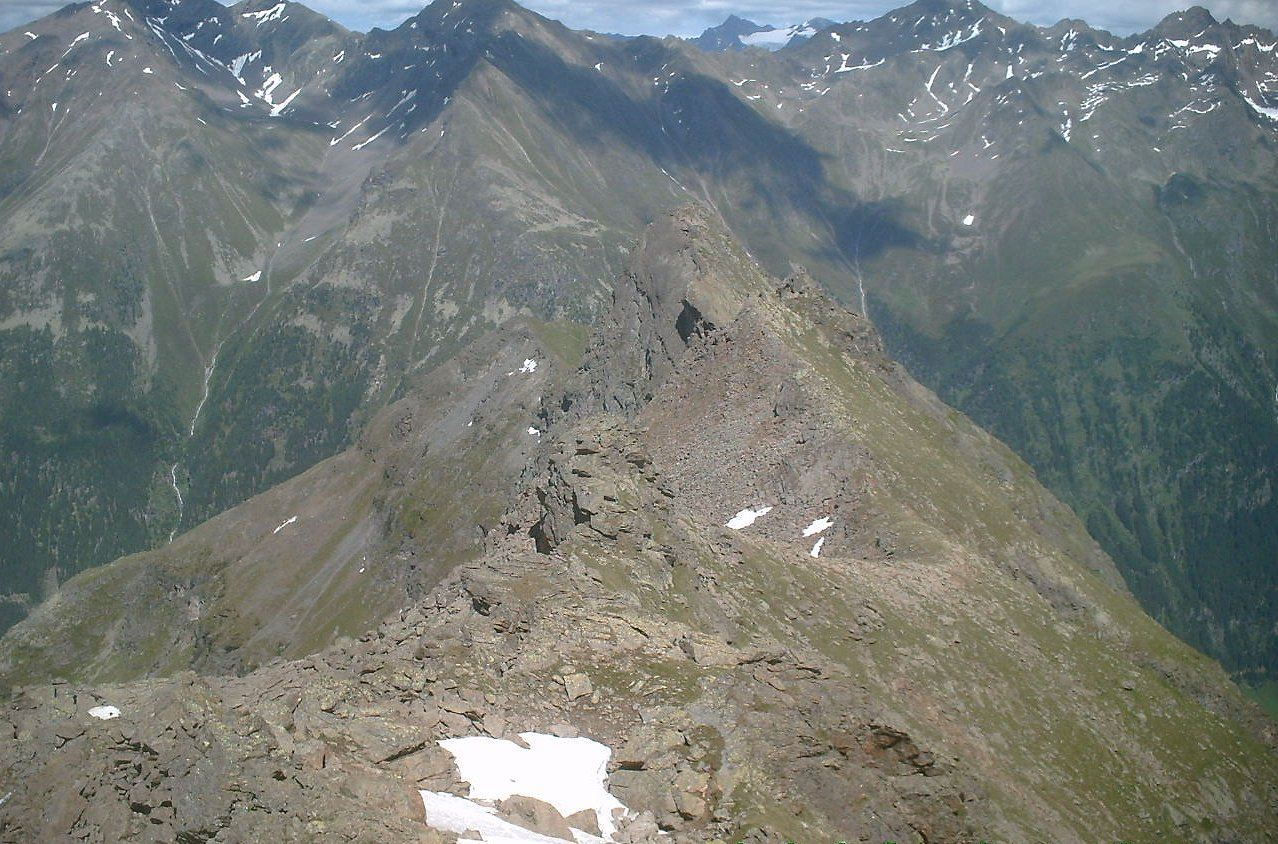
Ausblick vom Gipfel
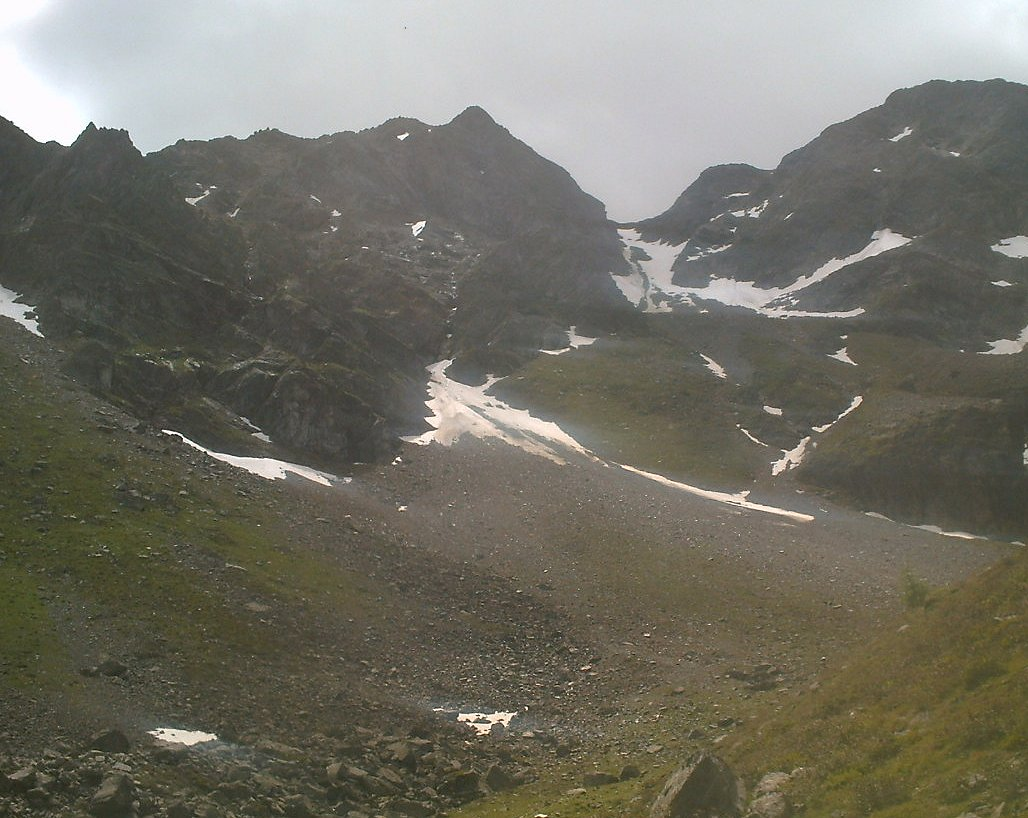
Aherkogel vom Brechsee